# The Black Scorpion (ator circense)

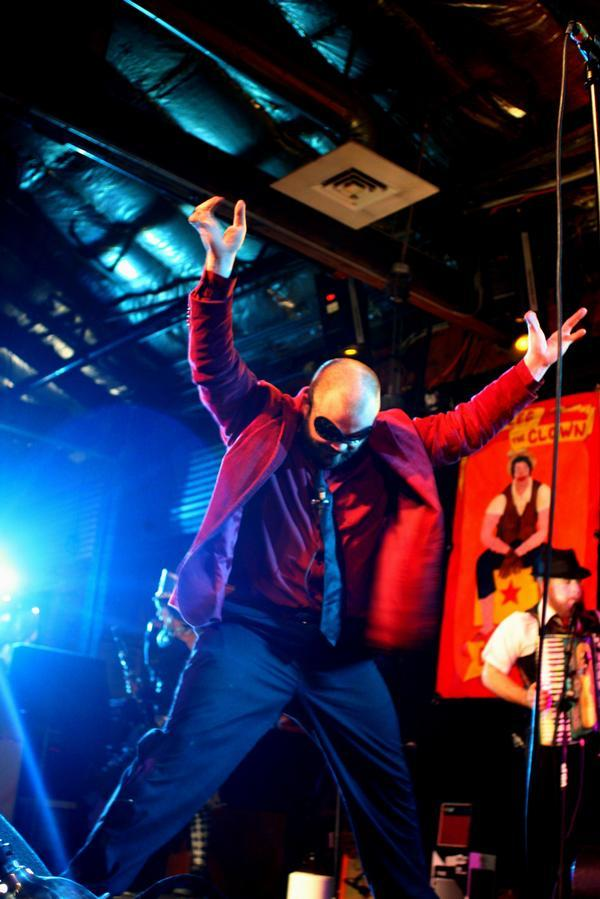
The Black Scorpion se apresentando em 2007

The Black Scorpion (26 de Agosto de 1979, Austin, Texas) é um escritor, diretor, ator circense mais conhecido por sua contribuição nos freak show da atualidade. Conhecido por suas apresentações bizarras e surreais, sapatos e máscaras multicoloridas, e a sua "marca registrada" as mãos em formato de garras, conhecido como ectrodactilia.  conhecido como síndrome de claw pelas pessoas. Seus pés são como suas mãos, três dedos em cada pé.
The Black Scorpion apresenta-se como um freak. Ele também trabalhou por mais de 15 anos no Austin, Texas, na estação de notícias de televisão KEYE-TV. Em 2006, depois de ser descoberto pelo Mr. Lifto, The Black Scorpion estourou na cena dos show de aberrações. Ele apareceu pela primeira vez no documentário do National Geographic filmado para a série Taboo.
Em 2008 The Black Scorpion integrou o elenco de "Coney Island USA's" Show de aberrações mais famoso do mundo.
Em 30 de Novembro de 2009 Black Scorpion e seu boneco the Lil Black Scorpion apareceu junto a outros do elenco de shows de aberrações em um episódio da série do TLC, Cake Boss intitulado "Freaks, Fast Food & Frightened Frankie!"
The Black Scorpion é o inventor do truque de ilusionismo Hammer Hands e também é o co-fundador da banda de Austin, Texas Built by Snow.
Em 9 de Junho de 2012, the Black Scorpion apareceu na série Oddities.
No episódio "Keeping Austin Odd". The Black Scorpion efetuou o truque Hammer Hand.
Em 2013, The Black Scorpion apresentou ao mundo sua mais nova criação surreal, um fantoche do P.T Barnum decapitado.
Black Scorpion também toca instrumentos musicais. Alguns de seus sons originais pode ser ouvido em seu soundcloud. Ele também é diretor. Seu trabalho pode ser visto em seu canal.